# Los Puertos de Altagracia
Los Puertos de Altagracia é uma cidade venezuelana, capital do município de Miranda (Zulia).